# Улица Пуполу (Рига)
Улица Пу́полу (латыш. Pūpolu iela, в переводе «Вербная») — улица в Латгальском предместье города Риги, в историческом районе Московский форштадт. Пролегает в юго-западном направлении от улицы Эмилии Беньямин до улицы Ластадияс, по территории Центрального рынка. В средней части пересекает улицу Прагас, с другими улицами не пересекается.

## История
Улица Пуполу сформировалась при постройке квартала «красных амбаров», начавшейся в середине 1860-х годов, как одна из продольных линий этого района. Первоначально названия не имела. В 1932 году получила своё нынешнее наименование; в годы нацистской оккупации называлась нем. Weidenkatzchengasse («Вербный переулок»), других переименований не было.

## Транспорт
Согласно официальным сведениям, длина улицы Пуполу составляет 323 метра. На всём протяжении улица асфальтирована и относится к территории Центрального рынка, въезд на которую ограничен. В начале улицы проезжая часть отсутствует; прямой выезд на улицу Эмилии Беньямин невозможен. Движение по улице Пуполу одностороннее (в направлении улицы Ластадияс). Ширина проезжей части — 6-7 метров.

## Застройка
Улица застроена складскими зданиями, сооружёнными в кирпичном стиле в последней трети XIX века. Застройка правой («чётной») стороны полностью относится к соседней улице Негю, левой — частично к улице Пуполу, частично — к соседней улице Спикеру.
- Дома № 1[4] (ранее имел адрес ул. Спикеру, 8; архитектор Ф. В. Хесс, 1868)[5], № 3[6], 5[7] и 7[8] признаны памятниками архитектуры регионального значения. Дома № 1 и 3 — бывшая собственность торговца Элерта Николая Пфаба, владевшего также роскошным особняком в центре Риги, известным сегодня как «дом Беньяминов». В доме № 1, выходящем к улице Эмилии Беньямин, в настоящее время расположен мини-маркет «Maxima».
- Замыкающий улицу угловой дом № 14 (ранее имел адрес ул. Спикеру, 6) — бывший амбар Рижского биржевого комитета (1864, архитектор Ф. В. Хесс).

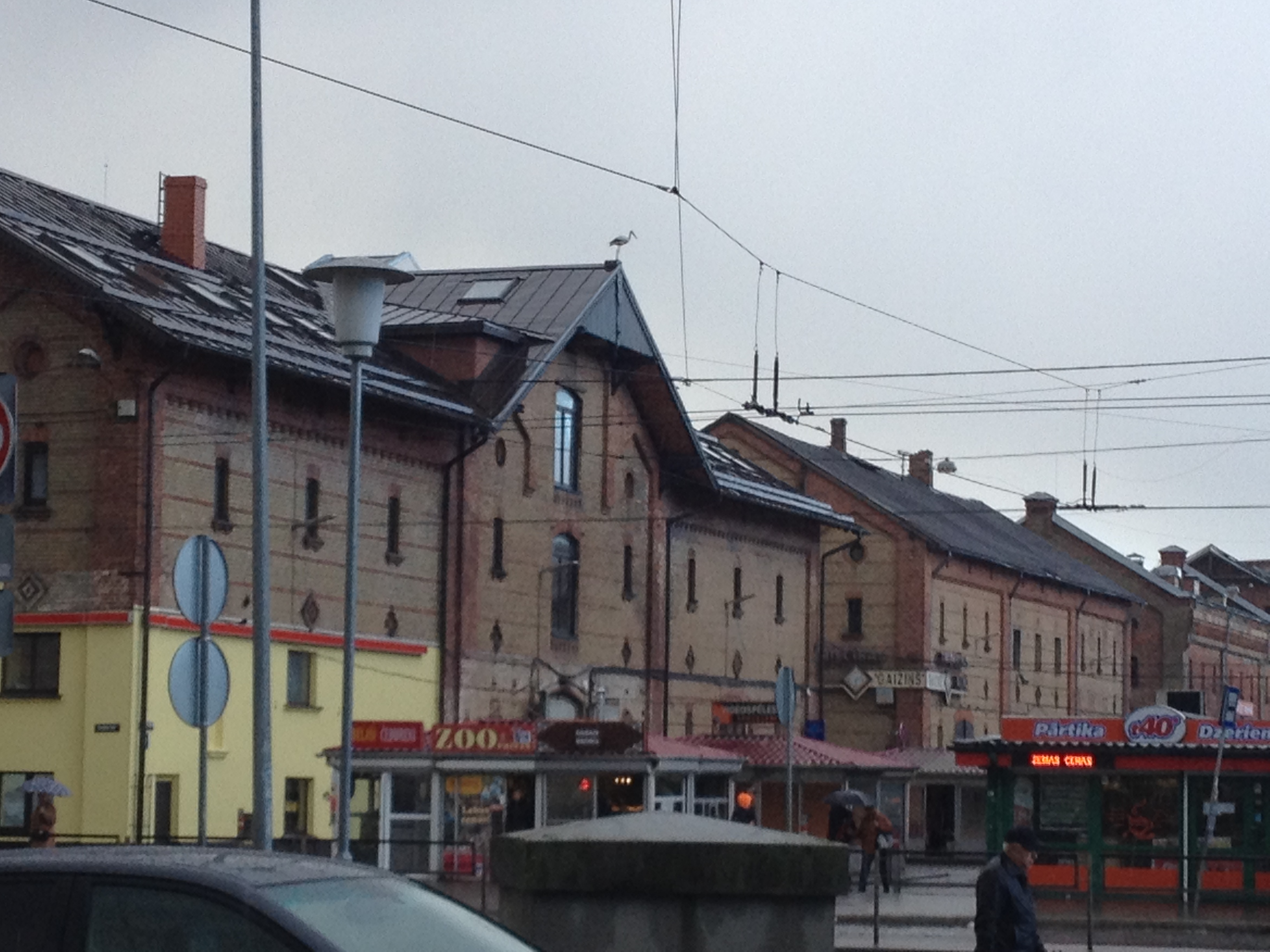
Вид от улицы Эмилии Беньямин
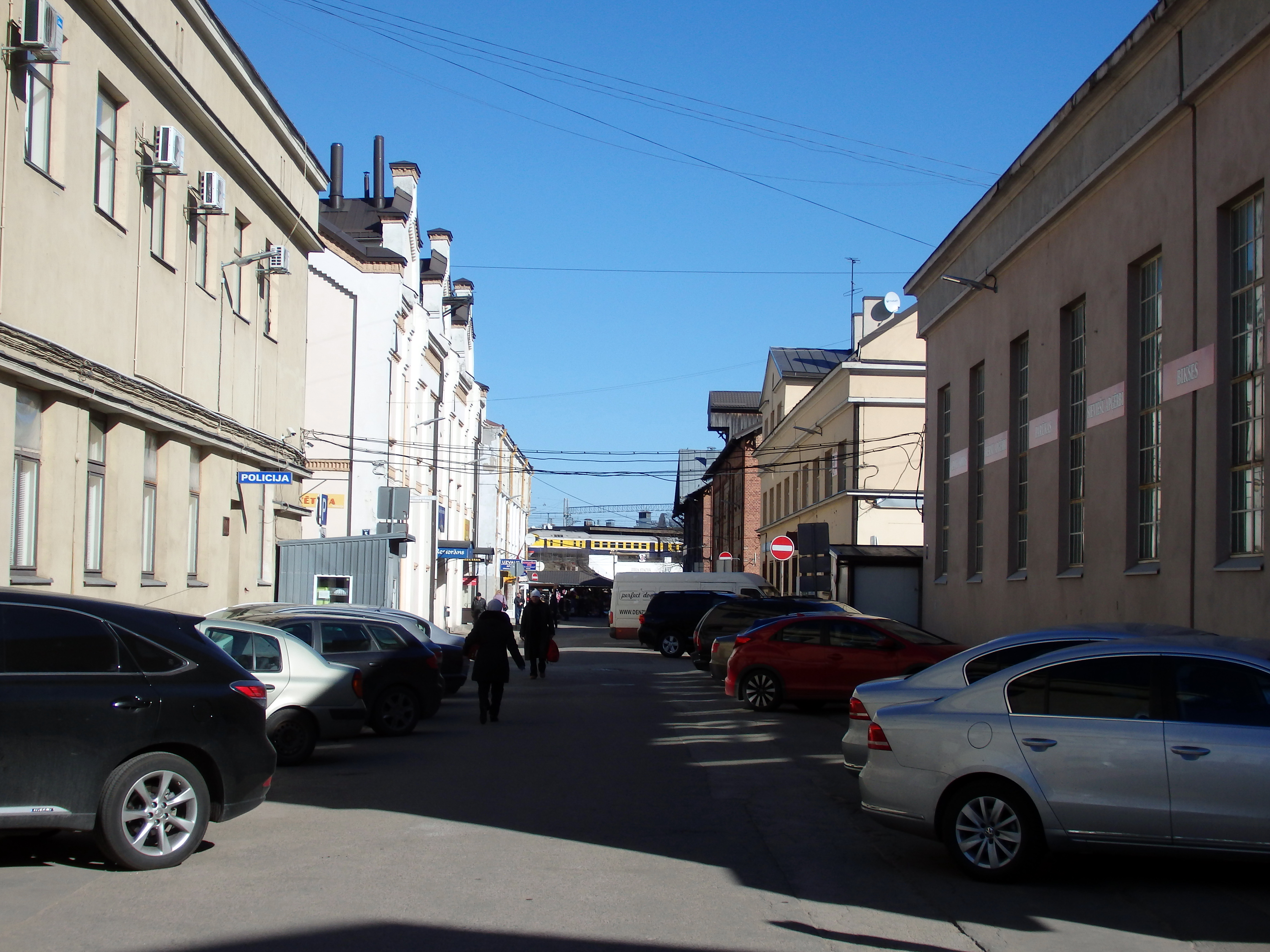
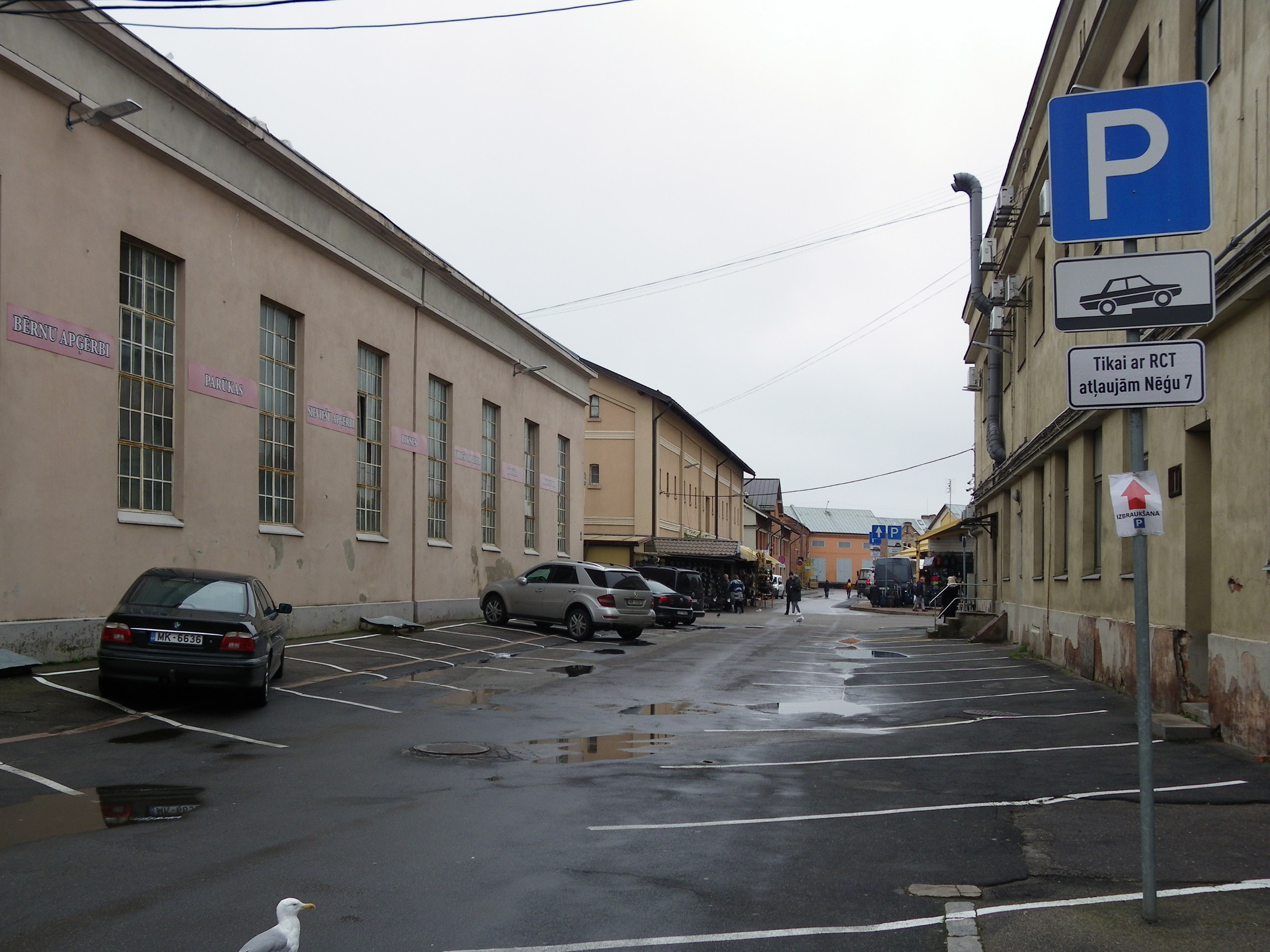
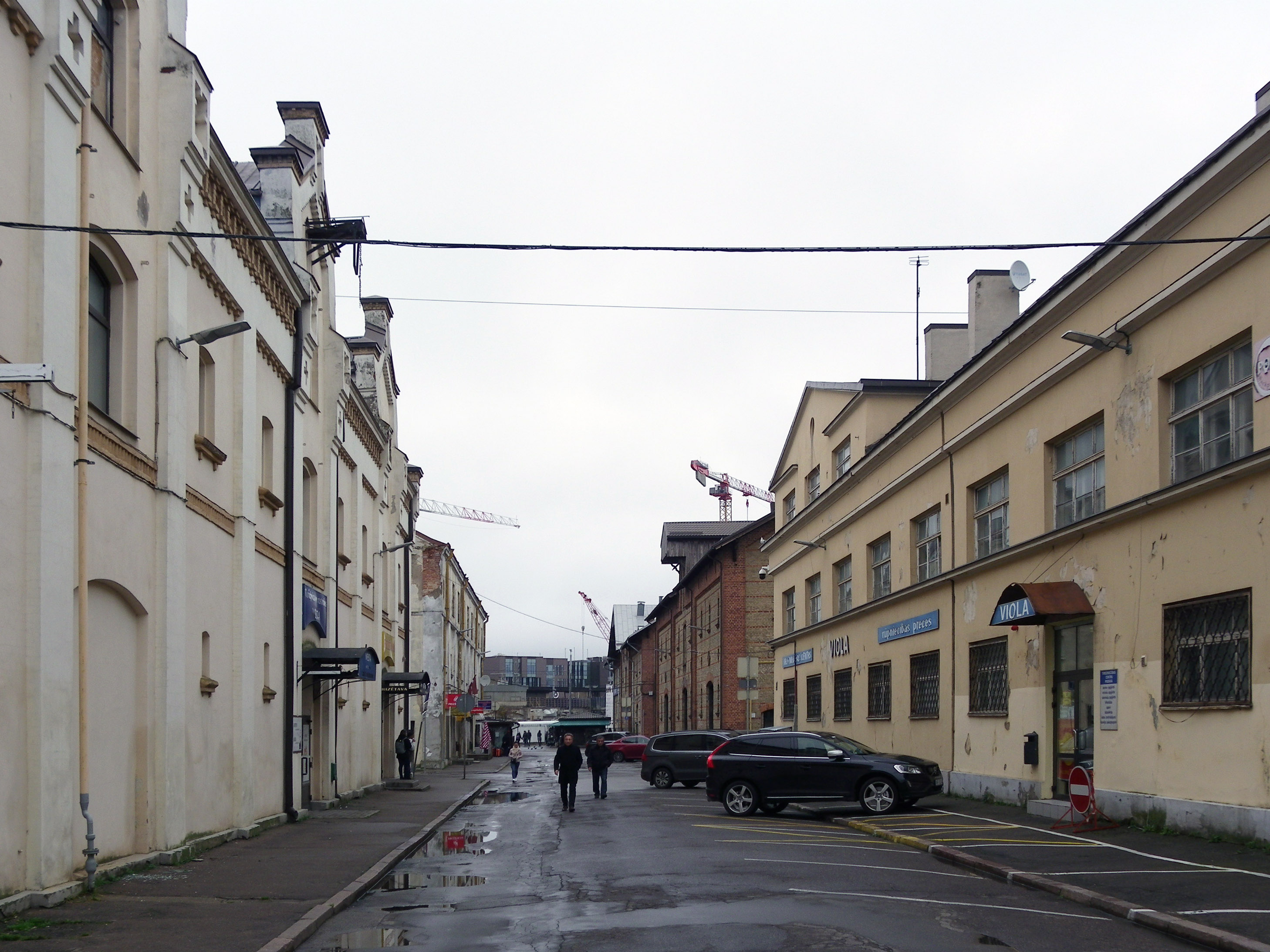